# Cartiere Burgo
Le Cartiere Burgo, dal 2004 Burgo Group, è un'azienda cartaria fondata nel 1905 da Luigi Burgo e quotata in Borsa a Milano dal 1929 al 2001. Dal 2004 è controllata dal gruppo vicentino Marchi.

## Storia

### Gli inizi
Quando la fondò Luigi Burgo, poi diventato Senatore del Regno, era un giovane ingegnere elettrotecnico che realizzò a Verzuolo, in provincia di Cuneo, un impianto idroelettrico.
La cartiera, che all'inizio aveva 56 dipendenti, fu pensata per utilizzare l'abbondanza di acqua e di energia fornita dalla centrale. Nel 1906 assicurava, con il nome di Cartiera di Verzuolo Ing. L.Burgo & C., 60 quintali al giorno di carta utilizzando una macchina di 35 metri chiamata "continua uno".
Già nel 1918 la cartiera Burgo era una delle più importanti d'Italia, nel 1924 produceva 400.000 quintali annui (all'epoca aveva già cambiato il nome in Società Anonima Cartiere Burgo) e nel 1936 un milione di tonnellate di carta. La sede fu trasferita a Torino, la società prese il nome di Cartiere Burgo SpA e in collaborazione con l'IRI costituì anche la azienda Cellulosa d'Italia CELDIT.

### La famiglia Adler
Nel secondo dopoguerra Luigi Burgo fu estromesso, solo negli anni cinquanta l'azienda tornò ai livelli produttivi anteguerra e all'inizio degli anni sessanta passò sotto la guida della famiglia Adler: Lionello Adler, ingegnere chimico rifugiatosi in Svizzera per motivi razziali, quindi emigrato in Venezuela e Argentina, diventò nel 1960 vicedirettore e nel 1962 amministratore delegato. La Burgo aveva sette stabilimenti di carta e quattro di produzione cellulosa. In collaborazione con il gruppo Scott Paper Co. (nel 1963 fu creata anche la Burgo Scott con Lionello Adler presidente) realizzò una serie di stabilimenti per la produzione di carta per uso sanitario e domestico: Villanovetta, Maslianico, Maraino e a Romagnano Sesia.
Negli anni settanta, dopo l'incursione di Giovanni Fabbri, definito dai giornali "il re della carta" prima del suo fallimento, l'azienda si trovò in difficoltà dal punto di vista proprietario costringendo Mediobanca ed Enrico Cuccia a promuovere nel 1981 un sindacato di controllo formato da nomi importanti dell'imprenditoria italiana: oltre a Mediobanca (azionista con una quota del 14%), ne fecero parte Pirelli con il 7,1%, Gemina (quindi gli Agnelli) con all'inizio il 2,99% per poi aumentare poco a poco, l'Italmobiliare di Giampiero Pesenti con l'1,7%, la Fineurop Gaic di Camillo De Benedetti con l'1,4% e le Generali. Di fatto la Burgo si trasformò in una public company, la seconda in Italia dopo le Generali.
Nell seconda metà degli anni ottanta, con Lionello Adler presidente (sarà anche presidente della Comit privatizzata) e Giuseppe Lignana (classe 1937, esperienze alla Ceat, Union Cavi, Sirti) nel ruolo di amministratore delegato e direttore generale, Cuccia ebbe anche l'idea (ma il progetto rimase sulla carta e le trattative furono anche smentite) di dare vita ad una "grande Burgo" insieme al gruppo canadese Mac Millan Bhedel, il maggiore produttore di legname, cellulosa e carta del Nord America. Da lì a poco l'azienda entrò in crisi con una sovracapacità produttiva che portò ad avviare una guerra di sconti: nel 1992 il bilancio presentò una perdita record di 136 miliardi di lire.

### Burgo Group
La pesante crisi industriale del settore comportò importanti ristrutturazioni. Nel 2004 la Burgo (chiamata da allora Burgo Group) fu integrata nel gruppo cartario Marchi, realizzando una concentrazione di 15 stabilimenti.
Nel 2011 ha chiuso la sede dirigenziale e amministrativa di San Mauro Torinese, disegnata da Oscar Niemeyer, seguita il 9 febbraio 2013 dallo stabilimento di Mantova, la "fabbrica sospesa" realizzata da Pier Luigi Nervi, motivando tale decisione per le perdite di un milione di euro al mese. Sarà poi ceduto nel 2015 al gruppo trevigiano Pro Gest per essere riconvertito dalla produzione di carta per giornali in carta riciclata per imballaggi.
Nel gennaio 2014 è stata fermata la produzione di carta nello stabilimento di Avezzano che ha ripreso nel 2018 per produrre cartone e cartoncino per imballaggi, nel dicembre 2016 analoga decisione di chiusura della "linea due" nello stabilimento di Duino (nell'estate 2017 emerge l'interesse della cartiera di Ferrara), alla fine del 2017 è decisa la chiusura della "linea ottava" nello stabilimento di Verzuolo.
Si è tenuto giovedì 21 marzo 2019 alle 14,30 presso il municipio di Verzuolo, la firma del protocollo di intesa tra Regione Piemonte, Provincia di Cuneo, comune di Verzuolo e Burgo Group, per la riconversione dell linea produttiva 9 dello stabilimento di Verzuolo dalla produzione di carte patinate a carta per ondulatori. Già a inizio 2020 la linea 9 ha incominciato a produrre carta per ondulatori.
Il 28 luglio 2021 è stato siglato l'accordo per la cessione delle attività produttive dello stabilimento Burgo di Verzuolo a Smurfit Kappa Group plc, quotata al London Stock Exchange.

## Dati economici
Nel 2017 i ricavi raggiungono i 2 miliardi di euro (erano 1,9 nel 2016), l'Ebitda è a 132 milioni, l'utile netto di 8,7 milioni. L'indebitamento (900 milioni) è sceso di circa 155 milioni in due anni. La composizione dei ricavi vede l'11% di carte speciali, il 41% di carte patinate meccaniche, il 48% di carte senza legno. Nel piano di riconversione delle cartiere è previsto lo sviluppo delle carte speciali e da imballaggio.

## Stabilimenti
La sede legale del Burgo Group è ad Altavilla Vicentina, sede secondaria era a San Mauro Torinese nello stabilimento progettato da Oscar Niemeyer.
- Avezzano (AQ)
- Virton (Belgio)
- Carbonera (TV)
- Chiampo (VI)
- Duino (TS)[11][12]
- Lugo di Vicenza (VI)
- Sarego (VI)
- Sora (FR)
- Tolmezzo (UD)
- Toscolano (BS)
- Villorba (TV)

## Azionariato
- 91,70% BG Holding S.r.l.
- 4,03% Mediobanca S.p.A.
- 2,13% Ocorian Fund Management S.à r.l. (Generali Financial Holding FCP-FIS SUB)
- 2,13% Italmobiliare S.p.A
- 0,01% Azionisti Terzi (1)
- (1) Si segnala che la Società Burgo Group S.p.A. detiene in gestione n. 1.968 azioni per conto di azionisti non noti

Fonte: bilancio 2023 del Burgo Group reperibile sul sito aziendale.